# 贡勒

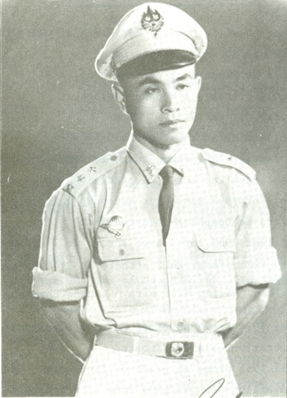
1954年的贡勒

贡勒（羅馬化：Kong Le，1934年3月6日—2014年1月17日），老挝的中立派人物，1960年8月8日发动军事政变，呼吁停止内战，让美国为首的外国军事力量撤出国境，老挝真正实现中立政策。之后遭到泰国和美国支持的富米·诺萨万发动的军事政变，1966年开始在印度尼西亚、香港、美国、法国流亡，2014年在巴黎去世。